# 키스 먼저 할까요
《키스 먼저 할까요?》는 2018년 2월 20일부터 2018년 4월 24일까지 방영한 SBS 월화 드라마이다.
당초 2018년 2월 5일에 첫방송 예정이었지만, 평창 2018년 동계 올림픽 중계 방송 등으로 인해 2018년 2월 20일로 첫 방송일이 변경되었다.

## 등장 인물

### 주요 인물
- 감우성 : 손무한 역
- 김선아 : 안순진 역 - 스튜어디스

### 주변 인물
- 오지호 : 은경수 역 - 안순진의 전남편
- 박시연 : 백지민 역 - 은경수의 아내
- 한고은 : 강석영 역 (특별출연) - 손무한의 전아내
- 김성수 : 황인우 역 - 손무한의 절친
- 예지원 : 이미라 역 - 안순진의 절친
- 조아인 : 은지수 역 - 은경수와 백지민의 딸
- 성병숙 : 강금순 역 - 안순진의 어머니
- 신소율 : 안희진 역 - 안순진의 동생
- 김기방 : 이충걸 역 - 안희진의 남편
- 정다빈 : 손이든 역 - 손무한과 강석영의 딸
- 기도훈 : 여하민 역 - 손이든의 첫사랑, 바리스타

### 손무한의 광고팀
- 강경헌 : 봉재순 역
- 손덕기 : 김형준 역
- 강영석 : 민우식 역

### 그 외 인물
- 정규수 : 커뮤니티 경호원 역
- 백승현 : 수의사 역
- 한채경 : 승무원 역
- 김정학 : 의사 역
- 한태일 : 김막동 역
- 현정애
- 정강희
- 김형범
- 배다빈
- 최고
- 오아린 : 이지후 역
- 정욱

### 특별출연
- 오미희 : 백지민의 어머니 역
- 하재숙 : 꽃중년 신사와 함께 데이트를 여자 역
- 안세호 : 서울지방법원 집행관 역
- 한석준 : 꽃중년 신사 역
- 이도영 : 사채남 역
- 김희정 : 박현진 변호사 역
- 정건주 : 고속도로 휴게소 남자 역
- 손종범
- 박영규 : 아폴론제과 회장 역
- 이선진
- 김윤상

## 시청률
최저 시청률과 최고 시청률은 시청률 조사회사와 지역별로 시청률에 차이가 있을 수 있습니다.
| 2018년 | 2018년   | 2018년                         | 2018년         | 2018년       | 2018년         | 2018년       |
| 회차   | 방송일   | 에필로그                       | TNmS 시청률    | TNmS 시청률  | AGB 시청률     | AGB 시청률   |
| 회차   | 방송일   | 에필로그                       | 대한민국(전국) | 서울(수도권) | 대한민국(전국) | 서울(수도권) |
| ------ | -------- | ------------------------------ | -------------- | ------------ | -------------- | ------------ |
| 제1회  | 2월 20일 | 그는 간직하고 그녀는 잊었던 것 | 7.8%           | 8.7%         | 8.1%           | 9.0%         |
| 제2회  | 2월 20일 | 그는 간직하고 그녀는 잊었던 것 | 10.0%          | 11.4%        | 10.5%          | 11.9%        |
| 제3회  | 2월 20일 | 그는 간직하고 그녀는 잊었던 것 | 9.4%           | 10.5%        | 9.9%           | 11.0%        |
| 제4회  | 2월 20일 | 그는 간직하고 그녀는 잊었던 것 | 8.6%           | 9.4%         | 9.1%           | 9.9%         |
| 제5회  | 2월 26일 | 그는 간직하고 그녀는 잊었던 것 | 8.5%           | 9.2%         | 9.7%           | 10.4%        |
| 제6회  | 2월 26일 | 그는 간직하고 그녀는 잊었던 것 | 10.9%          | 11.6%        | 11.8%          | 12.5%        |
| 제7회  | 2월 27일 | 그는 간직하고 그녀는 잊었던 것 | 8.9%           | 10.0%        | 9.3%           | 10.3%        |
| 제8회  | 2월 27일 | 그는 간직하고 그녀는 잊었던 것 | 11.6%          | 12.8%        | 12.4%          | 13.6%        |
| 제9회  | 3월 5일  | 그는 간직하고 그녀는 잊었던 것 | 8.6%           | 9.2%         | 9.3%           | 10.0%        |
| 제10회 | 3월 5일  | 그는 간직하고 그녀는 잊었던 것 | 11.0%          | 11.6%        | 12.3%          | 12.9%        |
| 제11회 | 3월 6일  | 간직한 것은 잊혀지지 않는다    | 9.4%           | 10.5%        | 9.5%           | 10.6%        |
| 제12회 | 3월 6일  | 간직한 것은 잊혀지지 않는다    | 11.3%          | 12.8%        | 12.5%          | 14.0%        |
| 제13회 | 3월 12일 | 간직한 것은 잊혀지지 않는다    | 8.6%           | 9.7%         | 8.5%           | 9.6%         |
| 제14회 | 3월 12일 | 간직한 것은 잊혀지지 않는다    | 9.9%           | 11.0%        | 10.4%          | 11.4%        |
| 제15회 | 3월 13일 | 간직한 것은 잊혀지지 않는다    | 7.7%           | 8.4%         | 8.5%           | 9.3%         |
| 제16회 | 3월 13일 | 간직한 것은 잊혀지지 않는다    | 9.2%           | 10.4%        | 10.9%          | 12.1%        |
| 제17회 | 3월 19일 | 기억이란 사랑보다              | 7.2%           | 8.3%         | 8.8%           | 9.9%         |
| 제18회 | 3월 19일 | 기억이란 사랑보다              | 9.3%           | 10.6%        | 11.1%          | 12.4%        |
| 제19회 | 3월 20일 | 가려진 시간 사이로             | 7.5%           | 8.7%         | 9.5%           | 10.8%        |
| 제20회 | 3월 20일 | 가려진 시간 사이로             | 10.1%          | 11.5%        | 11.9%          | 13.3%        |
| 제21회 | 3월 26일 | 그는 외면하고 그녀는 지운 것   | 8.3%           | 9.5%         | 9.4%           | 10.6%        |
| 제22회 | 3월 26일 | 그는 외면하고 그녀는 지운 것   | 9.5%           | 10.6%        | 11.5%          | 12.5%        |
| 제23회 | 3월 27일 | 가려진 시간 사이로             | 7.8%           | 9.1%         | 9.2%           | 10.5%        |
| 제24회 | 3월 27일 | 가려진 시간 사이로             | 9.3%           | 10.4%        | 11.6%          | 12.7%        |
| 제25회 | 4월 2일  | 가려진 시간 사이로             | 7.4%           | 8.5%         | 8.3%           | 9.3%         |
| 제26회 | 4월 2일  | 가려진 시간 사이로             | 8.5%           | 10.0%        | 9.9%           | 11.4%        |
| 제27회 | 4월 3일  | 기다린 날도 지워질 날도        | 7.4%           | 8.3%         | 8.1%           | 9.2%         |
| 제28회 | 4월 3일  | 기다린 날도 지워질 날도        | 9.1%           | 10.4%        | 10.0%          | 11.3%        |
| 제29회 | 4월 9일  | 에움길                         | 6.1%           | 7.3%         | 7.9%           | 9.1%         |
| 제30회 | 4월 9일  | 에움길                         | 7.1%           | 8.2%         | 9.3%           | 10.5%        |
| 제31회 | 4월 10일 | 에움길                         | 7.5%           | 8.4%         | 7.6%           | 8.3%         |
| 제32회 | 4월 10일 | 에움길                         | 8.3%           | 9.0%         | 9.3%           | 10.1%        |
| 제33회 | 4월 16일 | 그와 그녀가 간직할 기억        | 6.5%           | 7.8%         | 7.6%           | 8.7%         |
| 제34회 | 4월 16일 | 그와 그녀가 간직할 기억        | 6.8%           | 7.9%         | 8.4%           | 9.5%         |
| 제35회 | 4월 17일 | 모든 날 모든 순간              | 6.4%           | 7.7%         | 8.0%           | 9.6%         |
| 제36회 | 4월 17일 | 모든 날 모든 순간              | 7.4%           | 8.6%         | 9.3%           | 10.5%        |
| 제37회 | 4월 23일 | 나는 산다                      | 6.4%           | 7.5%         | 6.9%           | 7.8%         |
| 제38회 | 4월 23일 | 나는 산다                      | 7.2%           | 8.1%         | 7.6%           | 8.5%         |
| 제39회 | 4월 24일 | 그와 그녀의 어떤 하루          | 7.7%           | 8.9%         | 7.4%           | 8.6%         |
| 제40회 | 4월 24일 | 그와 그녀의 어떤 하루          | 8.5%           | 9.6%         | 9.1%           | 10.2%        |

## 촬영지
- 서울 낙산공원
- 인천국제공항
- 카페 릴리블랑
- 켄싱턴 제주 호텔 라운지 더 뷰

## OST
- Part.1 : 안녕이라는 흔한 인사 (권진원), 사랑일까요 (루나) (발매일 : 2018년 2월 20일)
- Part.2 : PERFECT (이진솔) (발매일 : 2018년 3월 6일)
- Part.3 : 모든 날, 모든 순간 (폴킴) (발매일 : 2018년 3월 20일)
- Part.4 : 독백 (휘성) (발매일 : 2018년 3월 27일)
- Part.5 : 혼자 하는 일 (예성) (발매일 : 2018년 4월 2일)
- Part.6 : 우연처럼 (정인) (발매일 : 2018년 4월 18일)

## 연장 및 연속 방송
- 2018년 2월 20일 : 밤 10시부터 4회 연속방송 (1회, 2회, 3회, 4회)
- 키스 먼저 할까요 방영 분량이 32부작에서 8회 연장되어 40부작으로 변경 및 확정되었다.

## 수상 경력
- 2018년 제54회 백상예술대상 TV부문 여자 조연상 예지원
- 2018년 제45회 한국방송대상 연기자상 감우성
- 2018년 제11회 코리아 드라마 어워즈 남자 최우수상 감우성
- 2018년 제31회 그리메상 최우수 여자연기상 김선아
- 2018년 SBS 연기대상 베스트커플상 / 대상 감우성
- 2018년 SBS 연기대상 베스트커플상 / 대상 김선아
- 2018년 SBS연기대상 조연상 예지원

## 논란
- 2018년 3월 19일 18회 에필로그에서 극중 손무한이 안순진을 생각하며 "나는 오래 멈춰 있었다. 한 시절의 미완성이 나를 완성시킨다"고 독백한 부분이, 이훤 시인의 시 〈철저히 계획된 내일이 되면 어제를 비로소 이해하고〉의 전문을 무단 도용되었다고 문제가 제기됐다. 이에 제작진은 공식 홈페이지를 통해에필로그 대사가 이훤 시인의 작품임이 표기되었으나, 제작 과정에서 표기가 누락되는 실수가 있었다며 공식 사과했다.[4]

## 동시간대 드라마
- KBS 월화 미니시리즈

《라디오 로맨스》 (2018년 1월 29일 ~ 2018년 3월 20일)
《우리가 만난 기적》 (2018년 4월 2일 ~ 2018년 5월 29일)
- MBC 월화 미니시리즈

《하얀거탑》 (2018년 1월 22일 ~ 2018년 3월 15일)
《위대한 유혹자》 (2018년 3월 12일 ~ 2018년 5월 1일)

## 같이 보기
- 대한민국의 텔레비전 드라마 목록 (ㅋ)
- 2018년 대한민국의 텔레비전 드라마 목록